# Suazyjska Premier League
Premier League jest najwyższą piłkarską klasą rozgrywkową w Eswatini. Liga powstała w 1976 roku.

## Drużyny w sezonie 2011/2012
- Manzini Sundowns
- Malanti Chiefs Pigg's Peak
- Young Buffaloes Matsapha
- Royal Leopards Simunye
- Tabankulu Callies
- Mbabane Highlanders
- Manzini Wanderers
- Green Mamba Simunye
- Mbabane Swallows
- Moneni Pirates Manzini
- Phindrix FC
- Hellenic Mbabane

## Mistrzowie
| - 1976: Mbabane Highlanders - 1977: nieznany - 1978: nieznany - 1979: nieznany - 1980: Mbabane Highlanders - 1981: Peacemakers Mhlume - 1982: Mbabane Highlanders - 1983: Manzini Wanderers - 1984: Mbabane Highlanders - 1985: Manzini Wanderers - 1986: Mbabane Highlanders - 1987: Manzini Wanderers - 1988: Mbabane Highlanders - 1989: Denver Sundowns |  | - 1990: Denver Sundowns - 1991: Mbabane Highlanders - 1992: Mbabane Highlanders - 1993: Mbabane Swallows - 1994: Eleven Men in Flight Siteki - 1995: Mbabane Highlanders - 1996: Eleven Men in Flight Siteki - 1997: Mbabane Highlanders - 1998: nie rozgrywano - 1998/1999: Manzini Wanderers - 1999/2000: Mbabane Highlanders |  | - 2000/2001: Mbabane Highlanders - 2001/2002: Manzini Wanderers - 2002/2003: Manzini Wanderers - 2003/2004: Mhlambanyatsi Rovers - 2004/2005: Mbabane Swallows - 2005/2006: Royal Leopards Simunye - 2006/2007: Royal Leopards Simunye - 2007/2008: Royal Leopards Simunye - 2008/2009: Mbabane Swallows - 2009/2010: Young Buffaloes Matsapha - 2010/2011: Green Mamba Simunye - 2011/2012: Mbabane Swallows |

## Podsumowanie
| Klub                        | Liczba tytułów | Ostatni tytuł |
| --------------------------- | -------------- | ------------- |
| Mbabane Highlanders         | 12             | 2001          |
| Manzini Wanderers           | 6              | 2003          |
| Royal Leopards Simunye      | 3              | 2008          |
| Mbabane Swallows            | 3              | 2009          |
| Manzini Sundowns            | 2              | 1990          |
| Eleven Men in Flight Siteki | 2              | 1996          |
| Mhlambanyatsi Rovers        | 1              | 2004          |
| Peacemakers Mhlume          | 1              | 1981          |
| Young Buffaloes Matsapha    | 1              | 2010          |
| Green Mamba Simunye         | 1              | 2011          |